# 호족
호족(豪族)은 동아시아에서 있었던 중앙 귀족 또는 세력과 대비되는 지방의 세력을 가리킨다. 귀족 출신들도 있을 수 있고 귀족적 성격도 있을 수 있으나 귀족과 완전히 같지는 않다. 호족은 귀족으로 발전하거나 평민들의 장이 될 수도 있다.
이는 전한 말기와 후한 말기의 호족 세력, 신라 말기와 고려 초기의 호족 세력이 대표적이다.

## 전한과 후한의 호족
호족은 전한, 후한대의 지배 세력이다. 한나라 때 사회의 기초 구성원은 농민으로 이들은 향이라고 불린 집락 속에 리(100호)를 단위로 거주하며 자영농업을 영위하였다. 그러나 농민들의 어리석음이나 자연재해와 같은 이유로 망하는 농민들이 증가하자 옛날의 귀족 출신들과 부농은 토지를 확장하고 매수하여 대토지를 보유하게 되었다. 한의 호족들은 주로 경제력으로 세력을 얻었으나 혈연을 중시하고 농민들의 경작지를 매수해 장원을 구축한 후 귀족 노릇을 하던 이들도 있었고 그런 것보다는 더 큰 부귀영화를 얻기 위하여 활동하던 이들도 있었다. 호족의 세력이 강대해지면서 그들에게 종속되거나 영향을 받는 백성들이 점점 증가하였으며 국가의 기반 제도였던 향리제가 붕괴되자 BC 7년 한전법이 공표되었으나 반대자들의 세력에 부딪혀 실행되지 못하였다. 또 왕망정권이 경작지와 노비를 국가 소유로 전환하여 매매를 금지하고 사유에 제한을 두었으나 법령 공표 후 3년 후에 왕망 정권이 무너지면서 제대로 실현되지 못하였다.

## 같이 보기
- 촌주